# Неклюдов, Михаил Иванович
Михаи́л Ива́нович Неклю́дов (19 сентября (1 октября) 1868 — неизв.) — капитан 21-го Туркестанского стрелкового полка, герой Первой мировой войны.

## Биография
Из казаков Сибирского казачьего войска. Уроженец станицы Вознесенской Петропавловского уезда Акмолинской области.
Окончил Сибирский кадетский корпус (1887) и Казанское пехотное юнкерское училище (1891), откуда выпущен был прапорщиком в 11-й Западно-Сибирский линейный полк. В 1891 году был переведён в 5-й Западно-Сибирский линейный полк.
Чины: подпоручик (1892), поручик (1902), штабс-капитан (1904), капитан (1910).
Участвовал в Русско-японской войне в рядах 9-го Восточно-Сибирского стрелкового полка. В 1908 году был переведён в 4-й Западно-Сибирский стрелковый батальон. 27 марта 1910 года произведён в капитаны «за выслугу лет» с увольнением от службы за болезнью, с пенсией и с зачислением в пешее ополчение по Семиреченской области.
13 декабря 1914 года вновь определён в службу в 21-й Туркестанский стрелковый полк, с которым и вступил в Первую мировую войну. Высочайшим приказом от 29 мая 1915 года удостоен ордена Святого Георгия 4-й степени
За то, что 21 февраля 1915 г. в бою у д. Кузи, командуя 1-й ротой, стремительным натиском атаковал противника и сбил его с занимаемой позиции, причём захватил пулемет и, будучи при этом ранен, сдал командование заместителю лишь после того, когда убедился, что пулемет был вынесен из боя.
Был арестован в 1941 году. Дальнейшая судьба неизвестна.